# 維克斯3磅艦炮
維克斯3磅艦炮（英語：Ordnance QF 3 pounder Vickers，口徑47毫米，長度50倍徑）英國維克斯公司為英國皇家海軍開發，取代哈其開斯3磅炮在20世紀初開發的小口徑艦炮。大約在1905年開始服役，大量用於英國軍艦上；比起19世紀末服役的哈其開斯3磅炮來說，它的火力更強；發射藥容量約是哈其開斯3磅炮的兩倍，但是，它們的鋼質彈頭與內裝炸藥仍為共通。

## 研發
維克斯公司在1902年起開發新型小口徑艦炮，並在1903年測試。1904年起，英國皇家海軍購買了154門維克斯3磅艦炮作爲主力艦上的反魚雷艇武器。同時，英國海軍也將這款火炮安裝在稍小的艦船上。英國的維克斯-阿姆斯特朗公司於1905年開始生產這款火炮，而哈其開斯3磅炮則快速的在1910年左右完全自英國海軍除役。在1936年生產結束前，英國總共生產了600門維克斯3磅艦炮。

## 皇家海軍的使用

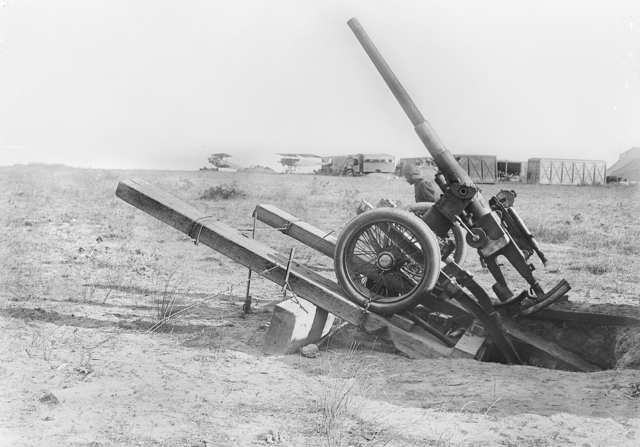
英國皇家海軍航空兵的維克斯3磅艦炮。經過如圖所示的簡單改裝後，這門火炮就可以用來防空了。攝於1915年。

在1911年大約有193門維克斯3磅艦炮處於服役狀態。在1915年，這款火炮成爲了英國皇家海軍的標準裝備。但也是在同一年，這款火炮在一戰中的作戰記錄卻表明它的威力不足。因此，安裝在大型軍艦上的這款火炮很快就被悉數拆除。戰間期，這門火炮被廣泛用於輕船和內河船的武裝。英國曾經將維克斯3磅艦炮改裝成防空炮。截止到1927年，至少有62門維克斯3磅艦炮完成了這種改裝。

## 外部連結
- Tony DiGiulian, British Vickers 3-pdr (1.4 kg) (1.85"/50 (47 mm)) QF Marks I and II Archive.today的存檔，存档日期2012-09-04